# سوق الحريم (مسلسل)
سوق الحريم، مسلسل تلفزيوني كويتي. إخرجه حسين أبل وكتبه أيمن الحبيل انتج وعرض بعام 2013.

## قصة المسلسل
تتناول قصة أربع سيدات يعملن في سوق الحريم ، ومن خلال سلوكياتهن والمواقف التي يتعرضن لها في السوق، يسلط العمل الضوء على بعض السلوكيات السلبية في المجتمع، فضلا عن بعض القضايا المجتمعية المهمة التي تعانيها الطبقات الفقيرة، والمتوسطة.

## الفنانين المشاركون بالعمل
- سعاد علي.
- إلهام الفضالة.
- هيا الشعيبي.
- فخرية خميس.
- محمد جابر.
- رزيقة الطارش.
- سمير القلاف.
- أحمد الفرج.
- خالد العجيرب.
- شهاب حاجيه.
- فهد البناي.
- مي البلوشي.
- بدر الشعيبي.
- منى حسين.
- طلال باسم.
- ناصر الكندري.
- عبد الله الخضر.
- ليلى بوفتين.
- علي الحمدان.
- ناجي خميس ضيف شرف.
- ناصر كرماني ضيف شرف.
- جمال الشطي ضيف شرف.